# 世界フィギュアスケート殿堂
世界フィギュアスケート殿堂（せかいフィギュアスケートでんどう、英: World Figure Skating Hall of Fame）は、アメリカ合衆国コロラド州コロラドスプリングスに所在する世界フィギュアスケート博物館と栄誉の殿堂（せかいフィギュアスケートはくぶつかん と えいよのでんどう、World Figure Skating Museum and Hall of Fame）が授与・管理を行う、フィギュアスケートの発展に大きく貢献したと認められる者に与えられる賞。

## 概要
世界フィギュアスケート殿堂の選考は、一般からフィギュアスケートの発展に大きく貢献したと思われる殿堂入り候補者を募り、その後23人の選考委員によって決定される。ただし選手の選考に関しては、アマチュア引退から5年経過しなければ殿堂入り候補者にはならないと定められている。
殿堂入りした人物はいずれも選手やコーチとして多くの実績を残した者が選ばれている。なお、世界フィギュアスケート殿堂の管理を行っている「世界フィギュアスケート博物館と栄誉の殿堂」はアメリカフィギュアスケート協会と同じ建物にある。

## 受賞者一覧
| 受賞年 | 受賞者                                                | 主な業績 |
| ------ | ----------------------------------------------------- | --- |
| 1976   | ジャクソン・ヘインズ                                  | フリースケーティングの創始者。                                                                                      |
| 1976   | ディック・バトン                                      | 2大会連続のオリンピック金メダリスト。世界選手権優勝5回。                                                            |
| 1976   | テンリー・オルブライト                                | オリンピック金メダリスト。世界選手権優勝2回。                                                                       |
| 1976   | デヴィッド・ジェンキンス                              | オリンピック金メダリスト。世界選手権優勝3回。                                                                       |
| 1976   | キャロル・ヘイス・ジェンキンス                        | オリンピック金メダリスト。世界選手権優勝5回。                                                                       |
| 1976   | ヘイス・アラン・ジェンキンス                          | オリンピック金メダリスト。世界選手権優勝4回。                                                                       |
| 1976   | ペギー・フレミング                                    | オリンピック金メダリスト。世界選手権優勝3回。                                                                       |
| 1976   | ハワード・ニコルソン                                  | |
| 1976   | モントゴメリー・ウィルソン                            | オリンピック銅メダリスト。                                                                                          |
| 1976   | カール・シェーファー                                  | 2大会連続のオリンピック金メダリスト。世界選手権優勝7回。                                                            |
| 1976   | エディ・ショルダン                                    | フィギュアスケートコーチ。                                                                                          |
| 1976   | T.D. リチャードソン                                   | |
| 1976   | レジナルド・ウィルキー                                | |
| 1976   | ソニア・ヘニー                                        | 3大会連続のオリンピック金メダリスト。世界選手権優勝10回。                                                           |
| 1976   | アクセル・パウルゼン                                  | アクセルジャンプの創始者。                                                                                          |
| 1976   | ジャック・ゲルシュヴィラー                            | フィギュアスケートコーチ。                                                                                          |
| 1976   | ギュスターヴ・ラッシー                                | フィギュアスケートコーチ。                                                                                          |
| 1976   | ギリス・グラフストローム                              | 3大会連続のオリンピック金メダリスト。世界選手権優勝3回。                                                            |
| 1976   | ウルリッヒ・サルコウ                                  | オリンピック金メダリスト。世界選手権優勝10回。国際スケート連盟第3代会長。 サルコウジャンプの創始者。                |
| 1976   | アンドレ・ブリュネ ピエール・ブリュネ                 | 2大会連続のオリンピック金メダリスト。世界選手権優勝4回。                                                            |
| 1977   | ドナルド・ジャクソン                                  | オリンピック銅メダリスト。世界選手権優勝1回。                                                                       |
| 1977   | ウィリー・ベックル                                    | 2大会連続のオリンピック銀メダリスト。世界選手権優勝4回。                                                            |
| 1977   | ジーン・ウエストウッド ローレンス・デミー             | 世界選手権優勝4回。                                                                                                 |
| 1978   | リュドミラ・ベルソワ オレグ・プロトポポフ             | 2大会連続のオリンピック金メダリスト。世界選手権優勝4回。                                                            |
| 1979   | バーバラ・アン・スコット                              | オリンピック金メダリスト。世界選手権優勝2回。                                                                       |
| 1979   | マキシ・ヘルバー エルンスト・バイアー                 | オリンピック金メダリスト。世界選手権優勝4回。                                                                       |
| 1980   | バーバラ・ワグナー ロバート・ポール                   | オリンピック金メダリスト。世界選手権優勝4回。                                                                       |
| 1980   | セシリア・カレッジ                                    | オリンピック銀メダリスト。世界選手権優勝1回。                                                                       |
| 1981   | ウィリアム・ヒコック                                  | |
| 1981   | マッジ・サイアーズ                                    | オリンピック金メダリスト。世界選手権優勝2回。                                                                       |
| 1981   | ウィリー·フリック                                     | フィギュアスケートコーチ。                                                                                          |
| 1982   | ヘルマ・サボー                                        | オリンピック金メダリスト。世界選手権優勝5回。                                                                       |
| 1984   | ルイス・ルービンスタイン                              | |
| 1984   | フランセス・ダフォ ノリス・ボーデン                   | オリンピック銀メダリスト。世界選手権優勝2回。                                                                       |
| 1984   | Werner Groebli                                        | |
| 1985   | Charlotte Oelschlagel                                 | シャーロットスパイラルの創始者。                                                                                    |
| 1985   | Arnold Gerschwiler                                    | フィギュアスケートコーチ。                                                                                          |
| 1986   | Frank Ritter Shumway                                  | アメリカフィギュアスケート協会会長。                                                                                |
| 1986   | コートニー・ジョーンズ                                | 世界選手権優勝4回。                                                                                                 |
| 1988   | リュドミラ・パホモワ アレクサンドル・ゴルシコフ       | オリンピック金メダリスト。世界選手権優勝6回。                                                                       |
| 1989   | イリーナ・ロドニナ                                    | 3大会連続のオリンピック金メダリスト。世界選手権優勝10回。                                                           |
| 1989   | ジェーン・トービル クリストファー・ディーン           | オリンピック金メダリスト。世界選手権優勝4回。                                                                       |
| 1990   | スコット・ハミルトン                                  | オリンピック金メダリスト。世界選手権優勝4回。                                                                       |
| 1991   | ジョン・カリー                                        | オリンピック金メダリスト。世界選手権優勝1回。                                                                       |
| 1993   | Richard Dwyer                                         | |
| 1993   | ロナルド・ロバートソン                                | オリンピック銀メダリスト。                                                                                          |
| 1993   | ジャネット・アルウェッグ                              | オリンピック金メダリスト。世界選手権優勝1回。                                                                       |
| 1993   | ダイアン・トウラー バーナード・フォード               | 世界選手権優勝4回。                                                                                                 |
| 1993   | リア・ファルク パウル・ファルク                       | オリンピック金メダリスト。世界選手権優勝2回。                                                                       |
| 1993   | ジャック・ファヴァール                                | 国際スケート連盟第8代会長。名誉会長。                                                                               |
| 1993   | Georg Hasler                                          | |
| 1994   | James Koch                                            | |
| 1995   | William Thayer Tutt                                   | 国際アイスホッケー連盟会長。                                                                                        |
| 1995   | エカテリーナ・ゴルデーワ セルゲイ・グリンコフ         | 2度のオリンピック金メダリスト。世界選手権優勝4回。                                                                  |
| 1995   | カタリナ・ヴィット                                    | 2大会連続のオリンピック金メダリスト。世界選手権優勝4回。                                                            |
| 1996   | ブライアン・ボイタノ                                  | オリンピック金メダリスト。世界選手権優勝2回。                                                                       |
| 1996   | シェルドン・ガルブレス                                | カナダプロスケート協会会長。                                                                                        |
| 1996   | ハーバート・クラーク                                  | 国際スケート連盟第5代会長。                                                                                         |
| 1997   | カルロ・ファッシ                                      | 欧州選手権優勝2回。フィギュアスケートコーチ。                                                                       |
| 1997   | ベンジャミン・ライト                                  | |
| 1997   | リリー・クロンベルガー                                | 世界選手権優勝4回。フリープログラムに伴奏を初めて取り入れた。                                                       |
| 1998   | トム・コリンズ                                        | アイスショープロデューサー。                                                                                        |
| 1998   | クリスティー・ヤマグチ                                | オリンピック金メダリスト。世界選手権優勝2回。                                                                       |
| 1998   | ヨゼフ・デェディッチ                                  | |
| 1998   | フェリックス・カスパー                                | オリンピック銅メダリスト。世界選手権優勝2回。                                                                       |
| 1999   | ロナルド・ルディントン                                | オリンピック銅メダリスト。                                                                                          |
| 1999   | Gladys Hogg                                           | |
| 2000   | ドロシー・ハミル                                      | オリンピック金メダリスト。世界選手権優勝1回。                                                                       |
| 2000   | マリナ・クリモワ セルゲイ・ポノマレンコ               | オリンピック金メダリスト。世界選手権優勝3回。                                                                       |
| 2000   | ジョン・ニックス                                      | 世界選手権優勝1回。フィギュアスケートコーチ。                                                                       |
| 2001   | ジャネット・リン                                      | オリンピック銅メダリスト。                                                                                          |
| 2002   | マリベル・ビンソン                                    | オリンピック銅メダリスト。                                                                                          |
| 2004   | トーラー・クランストン                                | オリンピック銅メダリスト。                                                                                          |
| 2004   | 伊藤みどり                                            | オリンピック銀メダリスト。世界選手権優勝1回。 女子選手史上初のトリプルアクセルジャンプと3回転-3回転ジャンプを成功。 |
| 2004   | ユッタ・ミュラー                                      | フィギュアスケートコーチ。                                                                                          |
| 2005   | ロビン・カズンズ                                      | オリンピック金メダリスト。                                                                                          |
| 2005   | タマラ・モスクビナ                                    | フィギュアスケートコーチ。                                                                                          |
| 2005   | ドナルド・ギルクリスト                                | |
| 2006   | フランク・ザンボニー                                  | 整氷車メーカーのザンボニー社の創設者。                                                                              |
| 2006   | カート・ブラウニング                                  | 世界選手権優勝4回。史上初の4回転ジャンプ（トウループ）をISU公式大会で成功。                                         |
| 2007   | フランク・キャロル                                    | フィギュアスケートコーチ。                                                                                          |
| 2008   | タチアナ・タラソワ                                    | フィギュアスケートコーチ。                                                                                          |
| 2009   | Willy Bietak                                          | |
| 2009   | Joyce Hisey                                           | |
| 2009   | ブライアン・オーサー                                  | オリンピック銀メダリスト。世界選手権優勝1回。                                                                       |
| 2009   | ニコライ・パニン                                      | オリンピック金メダリスト。                                                                                          |
| 2009   | バーバラ・アンダーヒル ポール・マルティーニ           | 世界選手権優勝1回。                                                                                                 |
| 2010   | 佐藤信夫                                              | フィギュアスケートコーチ。                                                                                          |
| 2012   | ミシェル・クワン                                      | オリンピック銀メダリスト。世界選手権優勝5回。                                                                       |
| 2013   | ショーケ・ディクストラ                                | オリンピック銀メダリスト。世界選手権優勝1回。                                                                       |
| 2013   | Viktor Balck                                          | 国際スケート連盟第2代会長。名誉会長。                                                                               |
| 2013   | ルドビカ・ヤコブソン ウォルター・ヤコブソン           | オリンピック金メダリスト。世界選手権優勝3回。                                                                       |
| 2014   | ローリー・ニコル                                      | フィギュアスケート振付師。                                                                                          |
| 2014   | デニス・ビールマン                                    | 世界選手権優勝1回。名を冠されたビールマンスピンで有名。(創始者ではない)                                             |
| 2014   | アンナ・ヒュブラー ハインリヒ・ブルガー               | オリンピック金メダリスト。世界選手権優勝2回。                                                                       |
| 2014   | フリッツ・カチラー                                    | 世界選手権優勝3回。                                                                                                 |
| 2015   | アルトゥール・ドミトリエフ                            | オリンピック金メダリスト。世界選手権優勝2回。                                                                       |
| 2015   | ナタリヤ・ミシュクテノク                              | オリンピック金メダリスト。世界選手権優勝2回。                                                                       |
| 2015   | オクサナ・カザコワ                                    | オリンピック金メダリスト。                                                                                          |
| 2015   | ソニア・ビアンケッティ                                | 国際スケート連盟フィギュアスケート技術委員長。 ISUチャンピオンシップスで初めてレフェリーを務めた女性。              |
| 2015   | Eduard Engelmann Jr.                                  | |
| 2015   | Doreen Denny                                          | |
| 2015   | June Markham                                          | |
| 2015   | Henry Eugene Vandervell                               | |
| 2017   | ベアトリクス・シューバ                                | オリンピック金メダリスト。世界選手権優勝2回。                                                                       |
| 2017   | アレクセイ・ヤグディン                                | オリンピック金メダリスト。世界選手権優勝4回。                                                                       |
| 2017   | 申雪 趙宏博                                           | オリンピック金メダリスト。世界選手権優勝3回。                                                                       |
| 2017   | アレクセイ・ミーシン                                  | フィギュアスケートコーチ。                                                                                          |
| 2017   | サラ・カワハラ                                        | フィギュアスケート振付師。                                                                                          |
| 2017   | ビビ＝アンネ・フルテン                                | オリンピック銅メダリスト。                                                                                          |
| 2017   | フィリス・ジョンソン ジェームズ・ヘンリー・ジョンソン | オリンピック銀メダリスト。世界選手権優勝2回。                                                                       |
| 2017   | Hans-Rudi Mauch                                       | プロスケーター。コメディデュオ「Frick and Frack」として活動。                                                       |
| 2017   | ヴェルナー・リットベルガー                            | 世界で初めてループジャンプを成功した男性。                                                                          |
| 2018   | 荒川静香                                              | オリンピック金メダリスト。世界選手権優勝1回。                                                                       |
| 2018   | サンドラ・ベジック                                    | フィギュアスケート振付師。                                                                                          |
| 2018   | エメリッヒ・ダンツァー                                | 世界選手権優勝3回。                                                                                                 |
| 2018   | イリーナ・モイセーワ アンドレイ・ミネンコフ           | オリンピック銀メダリスト。世界選手権優勝2回。                                                                       |
| 2018   | ヴィクトール・ペトレンコ                              | オリンピック金メダリスト。世界選手権優勝1回。                                                                       |
| 2018   | リチャード・ポーター                                  | プレシジョン（シンクロナイズドスケーティングの前身）のチームを初めて結成した。                                      |
| 2018   | エレーナ・ワロワ オレグ・ワシリエフ                   | オリンピック金メダリスト。世界選手権優勝3回。                                                                       |
| 2018   | ビン・ヤオ                                            | フィギュアスケートコーチ。                                                                                          |
| 2019   | ナタリア・ベステミアノワ アンドレイ・ブキン           | オリンピック金メダリスト。世界選手権優勝4回。                                                                       |
| 2019   | オンドレイ・ネペラ                                    | オリンピック金メダリスト。世界選手権優勝3回。                                                                       |
| 2019   | エヴァ・ロマノワ パーヴェル・ロマン                   | 世界選手権優勝4回。                                                                                                 |
| 2019   | ガブリエル・ザイフェルト                              | オリンピック金メダリスト。世界選手権優勝2回。                                                                       |
| 2019   | エレーナ・チャイコフスカヤ                            | フィギュアスケートコーチ。                                                                                          |